# Братство светог Пија X
Братство светог Пија X или Друштво Светог Пија X (FSSPX; латински: Fraternitas Sacerdotalis Sancti Pii X) међународно је свештеничко братство које је 1970. године основао Марсел Лефевр, традиционалистички француски надбискуп. Чланови се понекад називају „Лефеврити“, названи по оснивачу друштва.
Друштво је добило име по папи Пију X, чији антимодернистички став друштво наглашава, задржавајући Тридентску мису и ритуалне књиге пре Другог ватиканског сабора на латинском за остале сакраменте. Садашњи генерални старешина друштва је Давиде Паглиарани, наследник бискупа Бернарда Фелаја.
Напетости између друштва и Свете столице достигле су свој врхунац 1988. године, када је надбискуп Лефевр рукоположио четворицу бискупа без апостолског мандата и против личног упозорења папе Јована Павла II, догађај који је познат као Écône consecrations, што је резултирало тиме да је Рим прогласио да бискупи који вршили рукополагање или су били рукоположени трпе latae sententiae (аутоматску) екскомуникацију. Иако је свештеничко братство порицало да су бискупи претрпели било какву казну, позивајући се у своју одбрану на канонски закон, проглашена екскомуникација преживелих бискупа је на њихов захтев уклоњена 2009. године у нади да ће брзо постићи „потпуно помирење и потпуно заједништво“.
Братсство је било сведок све већег признања својих сакраменталних и пасторалних активности од стране Свете столице, која је проширила трајно канонско признање на исповести које су чули њени свештеници и дозволила локалним ординаријама да делегирају свештенике друштва за склапање бракова. Значај ових признања је у томе што, јединствени међу сакраментима Католичке цркве, и исповест и брак захтевају канонску јурисдикцију за своју ваљаност. Критичари друштва тврде да ове исповести или бракови нису ваљани јер нису учињени под канонском јурисдикцијом. Поред тога, Света столица је именовала бискупа Фелаја у канонском процесу против једног од свештеника у друштву. Ипак, Друштво, позивајући се на канонско право у своју одбрану, тврди да је оно имало надлежност за исповести због стања нужде.